# Futsal Pescara 1997 2021-2022
La voce raccoglie i dati riguardanti il Futsal Pescara 1997, squadra di calcio a 5 militante in serie A, nelle competizioni ufficiali della stagione sportiva 2021-2022.

## Trasferimenti

### Sessione estiva
| Piero Mazzocchetti    | Pescara      |
| Anderson Luiz Schmitt | Pescara      |
| André Ferreira        | Pescara      |
| Eduardo Morgado       | Pescara      |
| Emanuele Ferraioli    | Pescara      |
| Tommaso Giuliani      | Pescara      |
| Matteo Neretti        | Pescara      |
| Yari Onnembo          | Pescara      |
| Alexandre Maltauro    | Arzignano    |
| Eduardo Villalva      | Sandro Abate |

| Alen Fetić          | Petrarca                    |
| Eduardo Farias      | Mouvaux-Lille               |
| Francesco Mambella  | Active Network              |
| Alessandro Fior     | Hellas Verona (in prestito) |
| William Rocha       | Hellas Verona               |
| Cristiano Fusari    | Ecocity Genzano             |
| Lukaian Baptista    | Ecocity Genzano             |
| Fabricio Calderolli | Feldi Eboli                 |
| Rafael Rizzi        | Feldi Eboli                 |
| Rodrigo Trentin     | Feldi Eboli                 |
| Carlo Houenou       | Porto San Giorgio           |

### Sessione invernale
| Eric da Silva | Polistena |

| Partenze | Partenze | Partenze | Partenze |
| Nome     | a        |          |          |
| -------- | -------- | -------- | -------- |

## Prima squadra
| N° | Naz.                 | Ruolo | Sportivo                  | Anno       |  |  |
| -- | -------------------- | ----- | ------------------------- | ---------- |  |  |
| 1  | Italia (bandiera)    | POR   | Stefano Mammarella        | 02.02.1984 |  |  |
| 2  | Italia (bandiera)    | LAT   | Gabriele Diodati          | 06.09.2002 |  |  |
| 5  | Italia (bandiera)    | PIV   | Enea Fracassi             | 28.10.2002 |  |  |
| 7  | Argentina (bandiera) | LAT   | Edu Villalva              | 22.10.1993 |  |  |
| 8  | Italia (bandiera)    | DIF   | Murilo Ferreira           | 10.03.1989 |  |  |
| 9  | Brasile (bandiera)   | PIV   | Alexandre Maltauro        | 20.04.1999 |  |  |
| 10 | Italia (bandiera)    | LAT   | Wellington Coco           | 20.01.1988 |  |  |
| 11 | Italia (bandiera)    | PIV   | Guilherme Gaio            | 04.11.1991 |  |  |
| 13 | Brasile (bandiera)   | LAT   | Eric da Silva             | 31.10.1988 |  |  |
| 16 | Brasile (bandiera)   | UNI   | André de Santana Ferreira | 12.10.1988 |  |  |
| 17 | Italia (bandiera)    | POR   | Piero Mazzocchetti        | 17.12.1987 |  |  |
| 18 | Brasile (bandiera)   | UNI   | Anderson Luiz Schmitt     | 17.12.1984 |  |  |
| 20 | Brasile (bandiera)   | LAT   | Misael Gonçalves          | 04.08.1995 |  |  |
| 21 | Italia (bandiera)    | LAT   | Emanuele Ferraioli        | 16.08.1994 |  |  |
| 40 | Italia (bandiera)    | DIF   | Eduardo Morgado           | 19.06.1981 |  |  |
| 99 | Italia (bandiera)    | LAT   | Yari Onnembo              | 07.06.2002 |  |  |

## Under-19
| N° | Naz.              | Ruolo | Sportivo         | Anno       |  |  |
| -- | ----------------- | ----- | ---------------- | ---------- |  |  |
| 3  | Italia (bandiera) | LAT   | Matteo Neretti   | 04.11.2003 |  |  |
| 4  | Italia (bandiera) | LAT   | Mattia Cappello  | 11.02.2004 |  |  |
| 12 | Italia (bandiera) | POR   | Giorgio Cilli    | 09.10.2003 |  |  |
| 12 | Italia (bandiera) | POR   | Tommaso Giuliani | 05.07.2004 |  |  |
| 12 | Italia (bandiera) | POR   | Matteo Labrozzi  | 22.04.2004 |  |  |

## Risultati

### Serie A
|  | Pos. | Squadra | Pt | G  | V  | N | P  | GF | GS | DR  |
|  | ---- | ------- | -- | -- | -- | - | -- | -- | -- | --- |
|  | 7.   | Pescara | 44 | 30 | 12 | 8 | 10 | 96 | 84 | +12 |

### Play-off
Quarto di finale
Andata
| Arbitri: | Daniel Borgo (Schio) Martina Piccolo (Padova) Lorenzo Cursi (Jesi) |
| Crono:   | Dario Di Nicola (Pescara)                                          |

|                                 |           |                                                                    |
| A. Ferreira 9'11'’ Eric 13'00'’ | Marcatori | 16'46'’ Caio Junior 23'13'’ Nicolodi 27'29'’ Bagatini 38'06'’ Tres |

Ritorno
| Arbitri: | Lorenzo Cursi (Jesi) Vincenzo Cannistrà (Catanzaro) Giovanni Zannola (Ostia Lido) |
| Crono:   | Daniele Intoppa (Roma 2)                                                          |

|                                               |           |                                         |
| Caio Junior 36'13'’ Nicolodi 45'51'’, 49'17'’ | Marcatori | 19'17'’ Eric 24'39'’ Gui 38'32'’ Misael |

### Coppa Italia
Quarto di finale
| Arbitri: | Giovanni Beneduce (Nola) Simone Pisani (Aprilia) Daniel Borgo (Schio) |
| Crono:   | Salvatore Minichini (Ercolano)                                        |

|                                                        |           |                                       |
| Basile 0'10'’, 1'06'’ Pulvirenti 0'33'’ Santos 22'16'’ | Marcatori | 19'33'’, 24'42'’ Coco 36'30'’ Morgado |